# Jakub Dłoniak
Jakub Dłoniak (ur. 29 października 1983 w Gorzowie Wielkopolskim) – polski koszykarz grający na pozycjach rzucającego obrońcy lub niskiego skrzydłowego, dwukrotny reprezentant Polski, od 2023 zawodnik KSK Noteć Inowrocław.

## Życiorys
Jest wychowankiem Chemika Gorzów Wielkopolski, w którym grał w latach 1998–2002. Później występował w klubach SKK Szczecin (2002–2004), Tarnovia Tarnowo Podgórne (2004–2007), Znicz Pruszków (2007–2009) i Spójnia Stargard Szczeciński (2009–2010). W sezonie 2010/11 był zawodnikiem Zastalu Zielona Góra, z którym podpisał także kontrakt na sezon 2011/12. W sezonie 2012/2013 był zawodnikiem Jeziora Tarnobrzeg. Od czerwca 2013 roku był zawodnikiem Rosy Radom, z którą latem 2014 roku rozwiązał kontrakt i przeniósł się do Śląska Wrocław.
Uczestnik Meczu Gwiazd Polskiej Ligi Koszykówki 2011, 2013 (wystąpił wówczas również w konkursie rzutów za 3 punkty, w którym zajął 3. pozycję, odpadając w eliminacjach) i 2014. W sezonie 2010/11 zdobył tytuł Najlepszego Polskiego Debiutanta w rozgrywkach Polskiej Ligi Koszykówki. W sezonie 2012/2013 został królem strzelców Polskiej Ligi Koszykówki, zdobywając średnio po 20,1 punktów na mecz. Został także wybrany zawodnikiem, który w ciągu sezonu poczynił największy postęp ze wszystkich zawodników Polskiej Ligi Koszykówki.
W maju 2013 został powołany do szerokiego składu reprezentacji Polski, jednak ostatecznie nie został powołany na jakiekolwiek zgrupowanie w 2013 roku. W kadrze Polski zadebiutował rok później, rozgrywając 2 mecze towarzyskie przeciwko Czechom, w których zdobył łącznie 6 punktów. Po tych spotkaniach zrezygnował z dalszej gry w reprezentacji.
W czerwcu 2015 został zawodnikiem klubu MKS Dąbrowa Górnicza. 20 września 2016 roku podpisał umowę z TBV Startem Lublin. 10 maja 2017 został zawodnikiem AZS-u Koszalin. 20 listopada 2018 dołączył do GTK Gliwice. 15 listopada 2019 podpisał kontrakt z I-ligowym klubem Energa Kotwica Kołobrzeg. W listopadzie 2020 powrócił do gry w rodzinnym mieście, dołączając do debiutującej w sezonie 2020/2021 w rozgrywkach III ligi drużyny Onlajnersi Kangoo Basket Gorzów. W styczniu 2021 został zawodnikiem Żaka Koszalin. 2 lipca 2023 dołączył do KSK Noteć Inowrocław.
Jest leworęczny.

## Osiągnięcia
Stan na 26 września 2023.
Zespołowe
- Brązowy medalista mistrzostw Polski (2012)
- Finalista:
  - Pucharu Polski (2012)
  - Superpucharu Polski (2014)
- Awans do I ligi (2021 z Żakiem Koszalin, 2024 z Notecią Inowrocław)

Indywidualne
- Najlepszy Polski Debiutant PLK (2011)[27]
- Największy Postęp PLK (2013)[28]
- MVP miesiąca:
  - PLK (marzec 2014)
  - I ligi (grudzień 2021)[29]
- Uczestnik:
  - meczu gwiazd PLK (2011[30], 2013[31], 2014[32])
  - konkursu rzutów za 3 punkty podczas meczu gwiazd PLK (2013)[31]
- Lider strzelców:
  - PLK (2013)[33]
  - I ligi (2009)
- III piątka PLK według dziennikarzy (2013)[34]

## Statystyki
| Sezon   | Drużyna                               | M  | S5 | MPG  | FG%   | 3P%   | FT%   | RPG | APG | SPG | BPG | PPG  |
| ------- | ------------------------------------- | -- | -- | ---- | ----- | ----- | ----- | --- | --- | --- | --- | ---- |
| 2006/07 | Tarnovia Tarnowo Podgórne (I liga)    | 28 |    | 26,2 | 50,0% | 35,6% | 81,0% | 3,6 | 0,5 | 1,0 | 0,0 | 15,1 |
| 2007/08 | Znicz Pruszków (I liga)               | 34 |    | 31,2 | 45,6% | 40,2% | 74,5% | 3,8 | 1,7 | 1,3 | 0,1 | 17,1 |
| 2008/09 | Znicz Pruszków (I liga)               | 35 |    | 30,5 | 49,7% | 38,7% | 81,6% | 3,5 | 1,3 | 1,0 | 0,1 | 19,9 |
| 2009/10 | Spójnia Stargard Szczeciński (I liga) | 11 |    | 22,9 | 47,9% | 34,6% | 75,5% | 2,4 | 0,7 | 1,6 | 0,0 | 15,2 |
| 2010/11 | Zastal Zielona Góra (PLK)             | 23 | 13 | 20,9 | 43,5% | 40,7% | 58,6% | 2,1 | 1,0 | 0,7 | 0,2 | 9,2  |
| 2011/12 | Zastal Zielona Góra (PLK)             | 29 | 4  | 20,5 | 43,5% | 31,7% | 60,0% | 2,3 | 0,8 | 0,4 | 0,1 | 7,2  |
| 2012/13 | Jezioro Tarnobrzeg (PLK)              | 32 | 32 | 33,3 | 45,1% | 42,2% | 74,3% | 2,6 | 1,4 | 1,1 | 0,2 | 20,1 |
| 2013/14 | Rosa Radom (PLK)                      | 43 | 36 | 24,4 | 47,2% | 42,7% | 77,8% | 2,0 | 0,7 | 0,8 | 0   | 12,8 |
| 2014/15 | Śląsk Wrocław (PLK)                   | 33 | 27 | 26,4 | 45,7% | 43,4% | 85,7% | 2,5 | 1,4 | 0,9 | 0,1 | 12,8 |
| 2015/16 | MKS Dąbrowa Górnicza (PLK)            | 13 | 8  | 22,5 | 43,7% | 24,4% | 78,3% | 2,5 | 1,3 | 0,6 | 0,2 | 9,7  |
| 2016/17 | Start Lublin (PLK)                    | 32 | 19 | 19,3 | 39,2% | 31,7% | 84,8% | 1,8 | 0,6 | 0,4 | 0,0 | 6,4  |